# Domingos Pinto Coelho

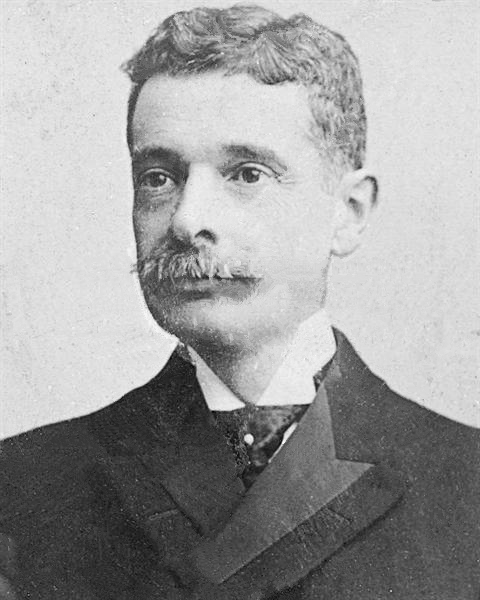
Domingos Pinto Coelho

Domingos Pinto Coelho (Lisboa, Mártires, 8 de Outubro de 1855 – Lisboa, Santa Isabel, 14 de Julho de 1944) foi um notável advogado de Lisboa, que foi 4.º Bastonário da Ordem dos Advogados Portugueses.

## Biografia
Nasceu em Lisboa, numa família de juristas, filho do notável jurisconsulto e dirigente do Partido Legitimista Dr. Carlos Zeferino Pinto Coelho.
Formou-se como licenciado em Direito, pela Faculdade de Direito da Universidade de Coimbra, em 1876, com apenas 20 anos, e nesse ano foi eleito sócio, a 13 de Dezembro, da Associação dos Advogados de Lisboa.
Como advogado, defendeu várias causas célebres, publicou monografias e minutas, e ainda elaborou um repertório alfabético e remissivo para o Código Comercial. Defendeu o Conde de Burnay na acção que lhe moveu o Marquês do Faial, foi advogado do Conde do Paço do Lumiar numa questão originada por uma operação de Bolsa, defendeu o testamento do Visconde de Valmor, e outros casos. Militante Católico inabalável, defendeu o Cardeal-Patriarca D. António Mendes Bello, quando da questão religiosa de 1910, e também o Bispo do Algarve, D. António Barbosa Leão, e o Arcebispo de Évora, D. Augusto Eduardo Nunes. 
Participou no Congresso Jurídico realizado em Lisboa, em 1886, onde fez várias intervenções. Foi durante muitos anos director da Associação Central da Agricultura Portuguesa, interveio na elaboração da lei de Julho de 1899 sobre os cereais e na defesa da vinicultura do centro e sul do país. Dirigiu o jornal "A Época", órgão da agricultura portuguesa, onde fazia a defesa da lavoura. 
Em 1893, quando João Franco foi ministro, substituíu-o no lugar de auditor do Contencioso Fiscal de 2ª instância e elaborou o "Manual do Processo do Contencioso Fiscal". Em 1895 participou no Congresso Católico Internacional, em Lisboa, por ocasião do 7.º Centenário de Santo António. Foi advogado da Companhia das Águas de Lisboa, durante 50 anos, onde chegou a presidente da Assembleia Geral. 
Seguindo mais uma vez os passos de seu pai, foi membro da direcção do Partido Legitimista e fez parte da Lugar-Tenência de D. Miguel II. 
Foi preso a 9 de Outubro de 1910, na Revolução de 14 de Maio foi preso e levado para o Quartel dos Marinheiros, em Alcântara
Em 1918 foi eleito senador pelo Algarve e foi vice-presidente do Senado durante o governo de Sidónio Pais. 
Após o seu assassinato, no ano seguinte, em 1919 participa na revolução da Monarquia do Norte. Como sofreu a derrota foi preso e levado para o Porto.
A 21 de Dezembro de 1935, sem qualquer oposição, foi eleito 4.º Bastonário da Ordem dos Advogados Portugueses, da qual era presidente do Conselho Superior desde 1930, tomando posse em 1936. Resignou ao seu cargo, a 17 de Maio de 1937, por motivos de saúde, quando tinha 81 anos. 
Morreu com 89 anos de idade, tendo exercido a sua profissão "com o maior aprumo" durante quase 70 anos. 
Colaborou nos jornais "Novidades", "A Nação", "Portugal" e na revista católica Lusitânia  (1914). Grande amador de música, foi conceituado crítico, na imprensa, das óperas apresentadas no Real Teatro de São Carlos. E entre outras coisas foi, também, administrador bancário.

## Dados genealógicos
Filho de Carlos Zeferino Pinto Coelho de Castro e de Rosalina Angélica de Sá Viana.
Casou em Lisboa, Santa Isabel, a 14 de Julho de 1878 com:
- Ludovina Josefa Viana da Silva Carvalho (Lisboa, Santa Isabel, 8 de Junho de 1849 - ?), neta materna do grande estadista e político liberal José da Silva Carvalho.

Teve três filhos e três filhas:
- Fernando Viana Pinto Coelho casado com  Júlia Adelaide Braz Caldeira
- Professor José Gabriel Pinto Coelho casado com D. Mariana do Carmo Gonçalves Zarco da Camara
- Carlos Zeferino Viana Pinto Coelho casado com Maria Teresa Rebello de Andrade Vecchi
- Maria Rosalina Viana Pinto Coelho casada com Bartolomeu Perestrelo de Matos
- Maria Teresa Viana Pinto Coelho
- Maria Camila Viana Pinto Coelho